# 王光祈墓碑
王光祈墓碑位於四川省成都市武侯区四川音樂學院校园内，是中国音乐家、社会活动家王光祈的墓碑。
1936年1月，王光祈在德国突发脑溢血逝世。1941年，骨灰运回中国，李劼人将其葬于成都东郊菱窠旁。1970年墓被推平，1980年代寻回墓碑，存放在李劼人故居内。1983年10月，依四川音乐学院的请求迁到音乐学院内，并修建纪念碑亭。
墓碑上刻“王光祈先生之墓”，周太玄书。碑亭楹联为“革命先驱少年中国，蜚声寰宇音乐名家”，李半黎书。
1991年4月16日公佈為四川省第三批文物保護單位。